# Вулиця Смоча в Кракові
Вулиця Смоча - вулиця в Кракові в районі Страдом . Закладена у середині ХІХ ст. Назва вулиці походить від легендарного Вавельського дракона (з польської мови - смок). Більшість будівель на вулиці датуються кінцем ХІХ століття. До 70-х років 20 ст. вона закінчувалася на площі в кінці вулиці Дітла . Після будівництва Грюнвальдського мосту вулицю скоротили до вул. Колетек  .

## Виноски
1. ↑  Stare mapy Krakowa: Mapy Krakowa z lat 1930-1970. Архів оригіналу за 29 липня 2015. Процитовано 20 березня 2023.